# Programme canadien d'encouragement à l'accession à la propriété
Le Programme canadien d'encouragement à l'accession à la propriété (PCEAP) (en anglais : Canadian Home Ownership Stimulation Plan ou CHOSP) était une politique d'aide à l'accession à la propriété via un programme de subvention administré par le gouvernement du Canada. Le programme a été actif pendant une brève période (juin 1982–mai 1983).

## Fonctionnement
Le PCEAP fournissait une subvention allant jusqu'à 3 000 $ aux :
- Acheteurs d'un logement neuf ;
- Premiers acheteurs de tout logement (incluant les logements anciens).

## Historique
Un programme pour aider la construction domiciliaire et les premiers acheteurs de logements est annoncé dans le budget fédéral de 1982 (en) par le ministre des Finances de l'époque Allan MacEachen. À ce moment il était estimé que 100 000 acheteurs profiteraient du programme à un coût estimé à 300 millions de dollars, et que le programme créerait 50 000 emplois en 1982 et 1983.
Le programme est nommé PCEAP lors de son implémentation et est prolongé en 1983 avec des crédits additionnels de 30 millions de dollars accordés par le gouvernement fédéral. Le budget fédéral de 1983 (en) crée également une déduction spéciale pour les détenteurs de REÉL mais cette déduction est rendue non-cumulable avec la subvention accordée par le PCEAP.
Le PCEAP a expiré début-mai 1983 lorsque les crédits additionnels accordés par le budget ont été consommés. Malgré ces crédits additionnels, le programme s'arrête brutalement avant la date-limite du 31 mai 1983 annoncée par le ministre des Finances Marc Lalonde dans le budget de 1983. La fin précoce du programme causée par le manque de fonds est critiquée par l'Opposition officielle à Ottawa et par le ministre délégué à l'Habitation Guy Tardif et le Parti libéral au Québec.